# Thaumaptilon
Thaumaptilon — род ископаемых животных, остатки которых обнаружены Саймоном Конвеем Моррисом в среднекембрийском лаггерштетте Сланцы Бёрджесс. В общем виде представляют собой билатерально-симметричный листовидный организм со срединным стеблем, без выраженного органа прикрепления к субстрату.
Некоторые авторы указывают на сходство с докембрийскими представителями эдиакарской биоты, например, Charnia и Charniodiscus.

## Этимология
Название Thaumaptilon образовано от греч. θαῦμα — «чудесный»; и πτίλον — «перо».

## Описание
Как и остальные представители фауны Сланцев Бёрджесс сохранились в виде уплощенных остатков мягких тканей с наложением различных морфологических (внешних и внутренних) элементов.
Билатеральное-симметричное тело состоит из стебля и прикреплённых к нему одинаковых боковых элементов. У обнаруженных остатков в конце стебля не обнаружены специфические органы прикрепления. Боковые элементы подразделены на сегменты, которые плотно сцеплены друг с другом и прикрепляются к стеблю не образуя пазух или пустот, как у морских перьев.

## Классификация
Thaumaptilon — монотиповой род с единственным видом Thaumaptilon walcotti Conway Morris, 1993.

## Родство с вендскими и кембрийскими фрондоморфами
Некоторые авторы указывают на морфологическое сходство перовидных организмов эдикарской биоты венда Уэльса, Ньюфаундленда (Charniodiscus Ford, 1958), Южной Австралии (Arborea Glaessner & Wade, 1966), чэндзянской биоты кембрия Южного Китая (Stromatoveris Shu, 2006) и биоты сланцев Бёрджесс кембрия Канады (Thaumaptilon Conway Morris, 1993).